# 曼坤天奈寺

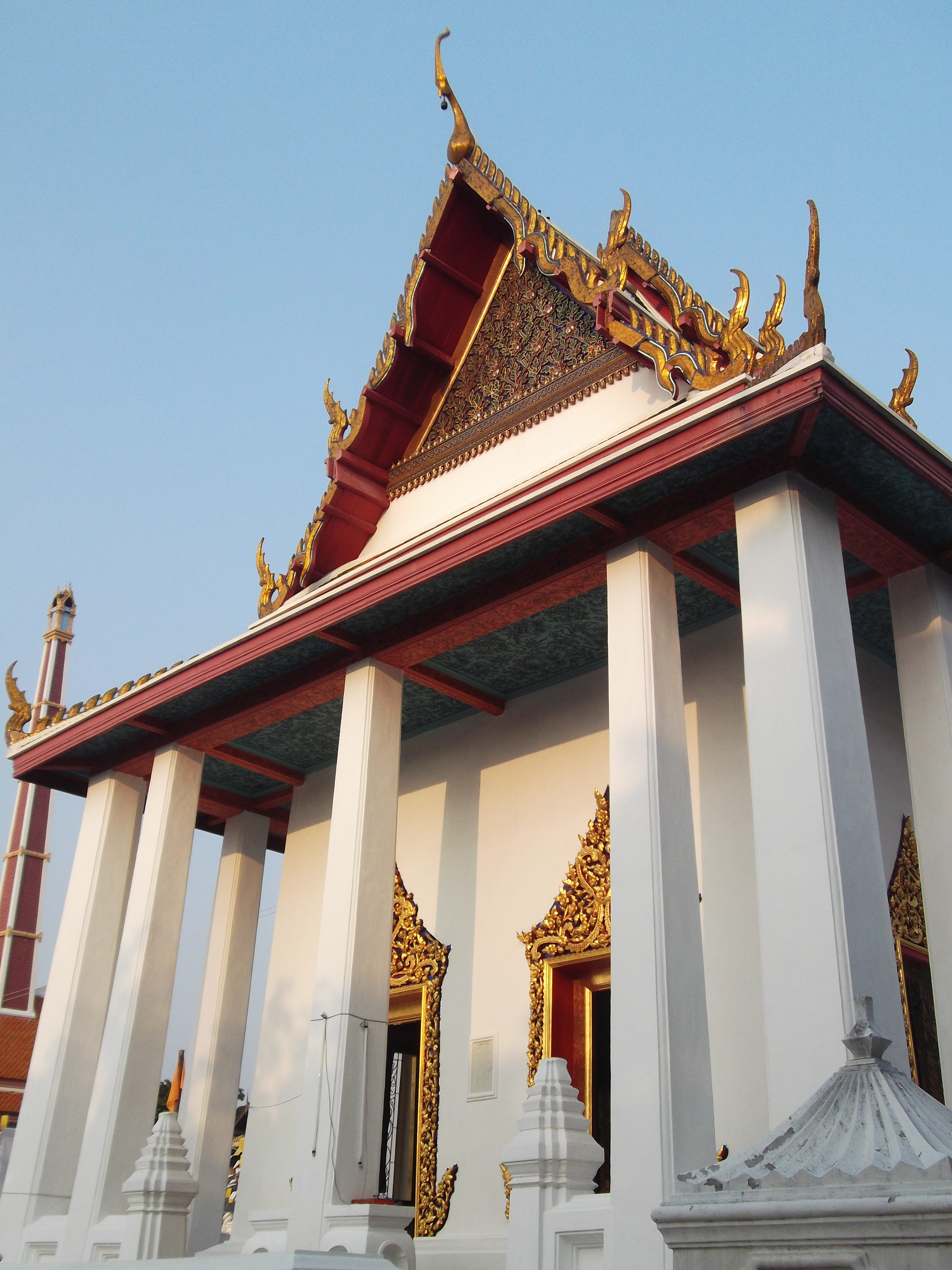
曼坤天奈寺。

曼坤天奈寺，原名卡努寺（英語：Wat Khanun），是位于泰国曼谷宗通县宗通街13巷37号的一座大宗派皇家寺庙。始建于1757年左右（阿瑜陀耶王国时期）。